# Ingerana borealis
Espèce
Synonymes
- Micrixalus borealis Annandale, 1912
- Phrynoglossus borealis (Annandale, 1912)
- Occidozyga borealis (Annandale, 1912)

Statut de conservation UICN

 VU B2ab(iii) : Vulnérable
Ingerana borealis est une espèce d'amphibiens de la famille des Dicroglossidae.

## Répartition
Cette espèce se rencontre  :
- au Népal ;
- au Bhoutan ;
- au Bangladesh ;
- en Inde dans les États du Sikkim, du Bengale-Occidental, du Meghalaya, d'Arunachal Pradesh, du Manipur, du Mizoram et du Nagaland ;
- en Birmanie dans les États du Chin et d'Arakan ;
- en Chine dans le sud du Tibet.

## Taxinomie
Cette espèce a été déplacée du genre Occidozyga au genre Ingerana par Sailo, Lalremsanga, Hooroo et Ohler en 2009.

## Publication originale
- Annandale, 1912 : Zoological results of the Abor Expedition, 1911-1912. Records of the Indian Museum Calcutta, vol. 8, no 1, p. 7-59 (texte intégral).